# Mattias Martinson (lovsångsledare)
Ej att förväxla med Mattias Martinson (teolog) (född 1970)
Mattias Martinson, folkbokförd Carl Joel Mattias Martinsson, född 23 oktober 1971 i Järfälla församling, Stockholms län, är en svensk kristen lovsångsledare som är knuten till Equmeniakyrkan. 
Han är bosatt i Öckerö. Han har lett lovsång sedan mitten på 1990-talet och har tillsammans med sin hustru Therese (född 1973) blivit en av landets starkaste lovsångsambassadörer. Han har framträtt på många konferenser och i TV.
Martinson har gett ut ett flertal lovsångsskivor på David Media.

## Diskografi[4][5]
- Kom och regera Gud!
- Hela universum tillber dig
- Fader son helig ande - Live från Frizon (tillsammans med Micke Fhinn)
- Ära till ditt namn Frizon live 2004 (tillsammans med Gregory Häljestig)
- Kom du helige
- Hope
- Amen (tillsammans med Therese Martinson)[6][3]